# آلبرت اسمیت (بازیکن فوتبال، زاده ۱۹۰۵)
آلبرت اسمیت (انگلیسی: Albert Smith؛ زادهٔ ۱ ژانویهٔ ۱۹۰۵) بازیکن فوتبال اهل پادشاهی متحد بریتانیای کبیر و ایرلند است.
از باشگاه‌هایی که در آن بازی کرده‌است می‌توان به باشگاه فوتبال منچستر یونایتد و باشگاه فوتبال نورث‌همپتون تاون اشاره کرد.